# Левитський Микола Григорович
Мико́ла Григо́рович Леви́тський (також Левицький; 7 серпня (26 липня) 1883, с. Хрінівка (нині Іллінецька міська громада, Вінницький район, Вінницька область) — 5 вересня 1939) — член Української Центральної Ради, дипломат, правник.

## Життєпис
Народився в селі Хрінівка (нині село Іллінецького р-ну на Вінниччині).
Закінчив юридичний факультет Київського університету (1909) і Вищу політичну школу в Берліні (1924, Німецька держава). 1906 вступив до УСДРП, брав участь у революційній роботі серед селянства, працював у профспілках м. Києва. З 1908 служив помічником присяжного повіреного Київської судової палати. 1914—1917 — поручик російської імператорської армії, учасник воєнних дій Першої світової війни.
У квітні 1917 як представник української громади Кубані на Всеукраїнському національному конгресі був обраний до складу Української Центральної Ради. Був головою агітаційно-просвітнього відділу УЦР, членом комісій з розробки статуту автономії України та законодавчих внесень (останню очолював протягом червня 1917 — січня 1918). У травні 1917 Левицький — делегат Першого Українського військового з'їзду. У червні того ж року був кооптований до складу обраного з'їздом Українського генерального військового комітету, завідував його юрисконсульським відділом.
У січні—лютому 1918 брав участь у переговорах про мир із представниками країн Четверного союзу в м. Берест-Литовськ. Разом з іншими делегатами Української Народної Республіки (Олександром Севрюком і Миколою Любинським) він 9 лютого 1918 поставив свій підпис під Брестським мирним договором УНР з державами Четверного союзу. Договором передбачалося, зокрема, налагодження дипломатичних і консульських відносин між сторонами. У березні 1918 він був призначений першим дипломатичним представником УНР у Османській імперії. Відбуваючи до Стамбула, він отримав від УЦР особливе завдання — залагодити можливі непорозуміння між Україною та Османською імперією за право володіти Кримом, який розглядався урядом УНР як складова частина української держави, «в котрій, — писав Левицький, — мусульманському населенню повинні бути забезпечені всі його національні права». Між тим, таких непорозумінь не виникло. Левицький активно приступив до організації посольства, встановлення поштово-телеграфних, економічних, торговельних зв'язків між Османською імперією й УНР.
Проте через місяць нова влада — гетьмана П. Скоропадського — відкликала Левицького з цієї посади. У травні 1918 він за дорученням Законодавчої Ради проголошеної на той час самостійної Кубанської Народної Республіки очолив її делегацію, яка на початку червня провела переговори з гетьманом Скоропадським про приєднання Кубані до України. Того ж місяця був призначений заступником директора департаменту зовнішніх зносин МЗС Української Держави, членом делегації Української Держави на переговорах із представниками РСФРР в Києві. У період правління Директорії УНР Левицький працював у складі дипломатичної місії УНР в Парижі (Третя французька республіка), був учасником Паризької мирної конференції 1919—1920, згодом — заступник дипломатичного представника УНР у Швейцарії (до листопада 1920).
Емігрував до Німеччини, де провадив наукову роботу в галузях економіки і права. Поступово схилився до визнання радянської влади в Україні, у червні 1921 вийшов зі складу Закордонної групи Української соціал-демократичної робітничої партії.
Уже влітку 1922 на радянській роботі — 22 серпня в Празі підписано репатріаційну угоду між урядами УСРР і Болгарського царства. З української сторони текст угоди підписав М. Левицький, з болгарської — С. Дупарінов.
29 серпня 1922 Політбюро ЦК КП(б)У розглянуло доповідну записку Левицького про Харченка та А. Ніковського; ухвалено дати директиву закордонним місіям про необхідність запитувати ЦК про можливість повернення в Україну емігрантів у кожному окремому випадку, причому попередньо таким емігрантам належало робити публічну заяву про каяття в минулій політичній діяльності. У середині листопада 1923 повпредом СРСР у Відні офіційно призначено М. Левитського.
У січні 1925 з дозволу уряду УСРР повернувся в Україну, працював у Харкові на різних посадах у торгово-промислових закладах і Держплані УСРР. У березні 1931 був заарештований, а в лютому 1932 засуджений у сфабрикованій Українського національного центру справі 1930—1932 і засланий до таборів Красноярського краю (нині територія РФ). За наступним вироком військового трибуналу 9 червня 1939 був страчений. Реабілітований у березні 1989.